# Куренков, Александр Вячеславович
Александр Вячеславович Куренко́в (род. 2 июня 1972, Софрино, Московская область, Пушкинский район, Московская область или РСФСР) — российский государственный деятель. Министр по делам гражданской обороны, чрезвычайным ситуациям и ликвидации последствий стихийных бедствий с 25 мая 2022 года (и. о. 7—14 мая 2024). Генерал-полковник (2025). Член Совета Безопасности Российской Федерации с 30 мая 2022 года.

## Биография
Александр Куренков родился 2 июня 1972 года в городе Софрино Московской области. Окончил Московскую государственную академию физической культуры в 1998 и Московский психолого-социальный институт в 2004, в 2021 году — Высшие курсы при Военной академии Генерального штаба Вооружённых сил Российской Федерации, получив воинское звание генерал-майор.
Работал учителем физической культуры в школе № 312 Москвы (1995—1999). В 1999 году поступил на службу в органы государственной безопасности. Служил в ФСБ (1999—2002) и Федеральной службе охраны (2002—2021; в частности, работал в охране премьер-министра Виктора Зубкова), позже перешёл в Росгвардию, где был сначала помощником, а потом заместителем руководителя ведомства Виктора Золотова (2021—2022) и отвечал за вопросы, связанные с боевой подготовкой сотрудников. По данным РБК, с 2015 года он занимал должность адъютанта Владимира Путина, позже — должность старшего адъютанта. Награждён медалью ордена «За заслуги перед Отечеством» II степени.
23 мая 2022 года Владимир Путин предложил назначить Куренкова министром по чрезвычайным ситуациям. По словам пресс-секретаря главы государства Дмитрия Пескова, выбор кандидатуры обусловлен тем, что «Путин хорошо лично знает Куренкова. И выбор означает, что, по мнению главы государства, личные, служебные, профессиональные качества Куренкова позволят наилучшим образом выполнять эти функции». Кандидатура Куренкова была одобрена Советом Федерации 25 мая и в этот же день указом президента он был назначен министром Российской Федерации по делам гражданской обороны, чрезвычайным ситуациям и ликвидации последствий стихийных бедствий.
С 30 мая 2022 года — член Совета безопасности Российской Федерации.
2 июня 2022 года присвоено воинское звание генерал-лейтенанта.
С 21 октября 2022 года член Координационного совета при Правительстве Российской Федерации по обеспечению потребности Вооружённых сил Российской Федерации, других войск, воинских формирований и органов.
14 мая 2024 года указом президента России Владимира Путина назначен министром Российской Федерации по делам гражданской обороны, чрезвычайным ситуациям и ликвидации последствий стихийных бедствий.
Указом президента Российской Федерации от 4 июня 2025 года № 379 присвоено воинское звание генерал-полковника.

## Санкции
16 декабря 2022 года, на фоне вторжения России на Украину, внесён в санкционный список стран Евросоюза за поддержку, реализации действий и политики, подрывающую территориальную целостность, суверенитет и независимость Украины как член координационного совета по обеспечению потребностей Вооружённых сил России «для ведения агрессивной войны России против Украины».
24 февраля 2023 года, в годовщину начала российского вторжения на Украину, внесён в санкционный список США за «осуществление российских операций и агрессии в отношении Украины», 2 ноября 2023 года под американские санкции попала супруга Елена Мильская. По аналогичным основаниям Куренков находится под санкциями Великобритании, Швейцарии, Австралии, Украины и Новой Зеландии.

## Личная жизнь
В 2019 году Александр Куренков развёлся со своей женой и вступил в новый брак с Еленой Мильской. Елена Мильская — председатель Попечительского совета «Национального центра помощи пропавшим и пострадавшим детям», вице-президент (генеральный директор) Фонда Святителя Василия Великого (с 30.01.2018 по 24.12.2019). С ноября 2023 года находится под санкциями США.

## Награды
- Медаль ордена «За заслуги перед Отечеством» II степени (2015);
- Медаль Суворова;
- Медаль «За отличие при выполнении специальных заданий» (ФСО);
- Медаль «За воинскую доблесть» (ФСО);
- Медали «За отличие в военной службе» (ФСО) I, II и III степеней;
- Медаль «100 лет органам государственной безопасности» (ФСО);
- Медаль «125 лет органам государственной охраны России» (ФСО);
- Нагрудный знак «За службу в ФСО России»;
- Медаль «За возвращение Крыма»;
- Орден «Данк» (2023, Кыргызстан)[22].
- Медаль ордена «За заслуги перед Астраханской областью» (12 декабря 2024) — за эффективное содействие в реализации на территории Астраханской области государственной политики в области гражданской обороны, защиты населения и территорий от чрезвычайных ситуаций природного и техногенного характера, обеспечения пожарной безопасности и безопасности людей на водных объектах